# Typhochrestus sardus
Espèce
Typhochrestus sardus est une espèce d'araignées aranéomorphes de la famille des Linyphiidae.

## Distribution
Cette espèce est endémique de Sardaigne en Italie.

## Description
Les mâles mesurent de 1,2 à 1,3 mm et les femelles de 1,3 à 1,4 mm.

## Publication originale
- Bosmans, 2008 : A new contribution to the knowledge of the genus Typhochrestus Simon in Europe and North Africa (Araneae: Linyphiidae). Revista Iberica de Aracnologia, vol. 16, p. 83-92 (texte intégral).